# VI Международный кинофестиваль «Зеркало» имени Андрея Тарковского
VI Международный кинофестиваль имени Андрея Тарковского «Зеркало» прошёл в городе Иваново с 29 мая по 3 июня 2012 года. Также в программе фестиваля состоялись мероприятия в городах Плёс и Юрьевец.

## Организаторы

### Попечительский совет
- Михаил Мень
- Рэйф Файнс
- Андрей Кончаловский
- Алексей Кудрин[1]
- Евгений Миронов

### Отборочная комиссия
- Андрей Плахов — председатель отборочной комиссии, куратор основного конкурса, программ «Тарковский контекст» и «Эйфория»
- Елена Слатина — куратор программ российского кино и короткого метра[2]
- Лариса Малюкова — куратор программы анимационного кино[3]
- Кирилл Преображенский — куратор программы «Видеоарт»

### Жюри
Ранее объявленный визит французской актрисы Кароль Буке не состоялся. Вместо неё жюри возглавил британский режиссёр Роджер Кристиан.
- Роджер Кристиан (Roger Christian) — художник-постановщик, режиссёр (Великобритания), председатель жюри.
- Андрей Звягинцев — режиссёр (Россия)
- Йоханнес Цайлер (Johannes Zeiler) — актёр (Австрия)
- Владас Багдонас — актёр (Литва)
- Дэниел Леконте — журналист, кино- и телепродюсер (Франция)
- Динара Друкарова — актриса (Россия)

## Программы показов фестиваля
- Международный конкурс игровых фильмов
- Тарковский контекст
- «Свои» — российское кино 2011—2012
- «Большие имена маленького кино» — программа короткометражных фильмов
- «Между» — программа анимационных фильмов
- «Эйфория» — программа уличных показов
- «Видеоарт»

## Фильмы-участники

### Международный конкурс игровых фильмов
- «С четверга по воскресенье» / De jueves a domingo / Thursday till Sunday (96 мин.), Режиссёр Доминга Сотомайор (Чили/Нидерланды)
- «Юго-запад» / Sudoeste / Southwest (128 мин.), режиссёр Эдуардо Нуниш (Бразилия)
- «Господин Лазар» / Monsieur Lazhar (94 мин.), режиссёр Филипп Фалардо (Канада)
- «Я вела тебя домой» / Padang besar / I carried you home (113 мин.), режиссёр Tongpong Chantarangkul (Таиланд)
- «Верхний этаж левое крыло» / Dernier étage gauche gauche / Top floor left wing (110 мин.), режиссёр Анджело Чанчи (Франция/Люксембург)
- «В тумане» / V tumane / In the Fog (127 мин.), режиссёр Сергей Лозница (Россия/Германия/Нидерланды/Беларусь/Латвия)
- «Комната 514» / Heder 514 / Room 514 (90 мин.), режиссёр Sharon Bar-Ziv (Израиль)
- «Альпы» / Alpeis / Alps (93 мин.), режиссёр Йоргос Лантимос (Греция)
- «Одинокая планета» / The loneliest planet (113 мин.), режиссёр Julia Loktev (США/Германия)
- «Открыть окна и двери» / Abrir puertas y ventanas / Back to stay (99 мин.), режиссёр Милагрос Мументалер (Аргентина/Швейцария/Нидерланды)

### «Тарковский контекст»
- Ретроспектива Нури Бильге Джейлана (Турция)
- Ретроспектива Карлоса Рейгадаса (Мексика)

### «Свои» Российское кино 2011—2012
Куратор проекта — продюсер, журналист Елена Слатина.
- «Елена», режиссёр Андрей Звягинцев
- «Два дня», режиссёр Дуня Смирнова
- «Упражнения в прекрасном», режиссёр Виктор Шамиров
- «Жила-была одна баба», режиссёр Андрей Смирнов
- «Мишень», режиссёр Александр Зельдович
- «Дирижёр», режиссёр Павел Лунгин
- «Портрет в сумерках», режиссёр Ангелина Никонова
- «Бездельники», режиссёр Андрей Зайцев
- «Борис Годунов», режиссёр Владимир Мирзоев
- «Бедуин», режиссёр Игорь Волошин
- «Сердца бумеранг», режиссёр Николай Хомерики

### Большие имена маленького кино
Короткометражные фильмы
- «БратИя», режиссёр Дмитрий Дюжев
- «No problem», режиссёр Мария Агранович
- «Проклятие», режиссёр Жора Крыжовников
- «Недоступен», режиссёр Антон Бильжо
- «Незначительные подробности случайного эпизода», режиссёр Михаил Местецкий
- «Куда течет море», режиссёр Виталий Салтыков
- «Шиповник», режиссёр Нигина Сайфуллаева
- «Авторский метод» режиссёр Иван Шахназаров
- «Ведьма», режиссёр Артём Семакин
- «Дотянуться до мамы», режиссёр Ольга Томенко

### «Эйфория»
Программа уличных показов на дебаркадере на берегу Волги в кинотеатре под открытым небом (Плёс)
- «Артист» (2011), режиссёр Мишель Хазанавичус
- «Пина» (2011), режиссёр Вим Вендерс
- «7 дней и ночей с Мэрилин» (2011), режиссёр Саймон Кертис

### Видеоарт
- На медведя / Sic the bear. Елена Гусева. Россия, 2012 г., 45 мин.
- Идеальная фотография / ideal image. Полина Канис. Россия, 2012, 25 мин.
- Вишера / Vishera. Елена Коптяева. Россия, 2011, 17мин.
- Композиция / Composition. Елена Коптяева. Россия, 2011, 5мин.
- Круглый стол / Round Table. Елена Артеменко. Россия, 2011, 18 мин. 2 сек.
- Мигранты. Le Peuple Migrateur / Migrants. Le Peuple Migrateur. Екатерина Лазарева. Россия, 2011, 6 мин. 8 сек.
- Пуля / Bullet. Таус Махачева. Дагестан, 2010, 4 мин. 39 сек.
- Потенциальный прадедушка / Potential grandpa. Марченкова Виктория. Россия, 2012, 33 мин.
- Твоя мать прекрасно готовит. Ефимова Екатерина. Россия, 2012, 5 мин. 4 сек.
- One way. Пирогова Александра. Россия, 2011, 1 мин.
- Целую ночь спишь, а то не спишь… Пирогова Александра. Россия, 2012, 3 мин. 35 сек.
- Чинка / Chinka. Гришина Надя. Россия, 2011, 8 мин.
- У стола / Near the table. Гришина Надя. Россия, 2012, 4 мин.

## Призёры
- Специальный приз «За выдающийся вклад в киноискусство» — Александр Сокуров[8]
- Гран-При — «В тумане» режиссёр Сергей Лозница.
- Приз за профессиональные достижения — «Самая одинокая планета» режиссёр Джулия Локтев.
- Приз за лучшую режиссуру — «Юго-Запад» режиссёр Эдуардо Нуниш.
- Приз зрительских симпатий — «С четверга до воскресенья» режиссёр Доминга Сотомайор.
- Специальное упоминание жюри, особый приз жюри «За актерский ансамбль» — «Откройте двери и окна» режиссёр Милагрос Мументалер.
- Специальный Приз от Генерального Партнера, Премия за честный и бескомпромиссный рассказ о болевых проблемах своей страны — «Комната 514» режиссёр Шарон Бар-Зив[9].